# Митинг Саюдиса (1988)
Митинг Саюдиса (лит. Sąjūdžio mitingas) — общественное выступление, состоявшееся 23 августа 1988 года в парке Вингис в Вильнюсе в день годовщины заключения пакта Молотова — Риббентропа. Организатором выступило общественное движение Саюдис. В митинге участвовало около 250 000 человек.

## Предыистория
В начале июня 1988 г. в Литве создано «Саюдис» — политическое движение, ставившее целью выход Литвы из СССР. В число уполномоченных «Саюдиса», в частности, вошли композитор Витаутас Ландсбергис и экономист Казимира Дануте Прунскене. Летом — осенью 1988 г. в прибалтийских республиках возникли Народные фронты. По данным МВД СССР, за 8 месяцев 1989 г. было проведено свыше 2500 митингов, 1030 из которых были не санкционированы, в ходе столкновений на национальной почве погибло 157 человек. 24 июня 1988 г. на Кафедральной площади в Вильнюсе прошел первый митинг, организованный Саюдисом. Впервые на этом митинге были подняты трехцветные национальные флаги независимой Литвы.
Первоначально планировалось провести новый митинг на все той же Кафедральной площади, где с середины августа уже проходили протесты Лиги свободы Литвы и голодовки с требованием освобождения политзаключенных. Руководство Коммунистической партии Литвы отказывалось выделять эту площадь для митинга Саюдиса, поэтому в качестве альтернативы был предложен парк Вингис. Руководство «Саюдиса» согласилось с предложением при условии, что те выйдут в телеэфир с объявлением об изменении местонахождения. Объявление был зачитано по телевидению Витаутасом Ландсбергисом, в котором упоминался сговор Иосифа Сталина и Адольфа Гитлера.

## Ход митинга

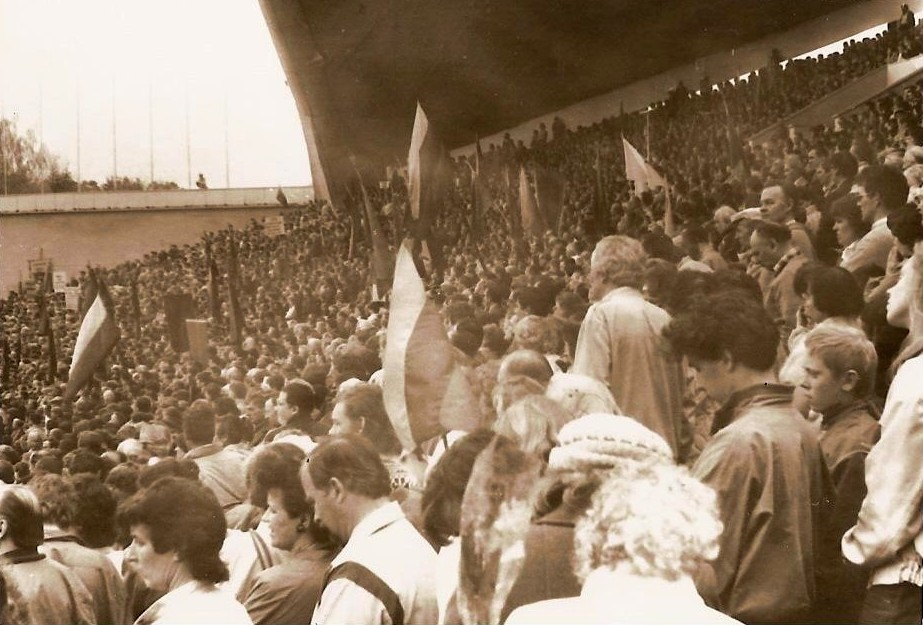
Участники митинга на сцене

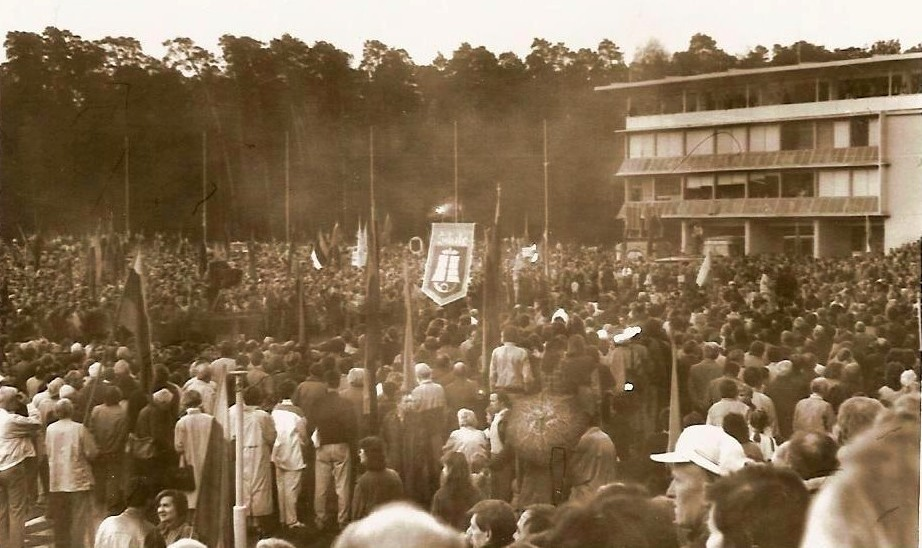
Участники митинга

На митинге выступили председатель Саюдис В. Ландсбергис, министр иностранных дел Литовской ССР Владисловас Микучяускас. Историк Гедиминас Рудис подчеркивал неограниченные споры о якобы 1940-х годах, необходимость литовской социалистической революции, так как, по мнению историка, признаков революционной ситуации в Литве в то время не было. Историк Людас Труска также подчеркнул подозрения в отношении 1940-х годов, революции в Прибалтике. Антанас Бурачас выразил свой протест профсоюзным[прояснить] властям, особенно строительству блока III Игналинской АЭС, а также призвал рассмотреть предложения по подготовке новой конституции республики. Идею поддержал тогдашний председатель ВС Литовской ССР Лёнгинас Шепетис, который отметил, что продолжающееся реформирование СССР приведет к превращению его в федеративное государство.
Помимо них выступили представители культуры: писатели Витаутас Петкявичюс, Виргилиюс Чепайтис, Казис Сая, поэты Сигитас Гяда, Йонас Калинаускас, актёр Рамунас Абукявичюс, философ Арвидас Юозайтис, композитор Юлюс Юзелюнас, кинорежиссёр Арунас Жебрюнас. Юстинас Марцинкявичюс потребовал опубликовать пакт Молотова — Риббентропа с секретным приложением к нему в союзной печати.
Также во время митинга прозвучал «Таутишка гесме» — гимн Литвы в 1919—1940 и 1944—1950 годах.

## Завершение митинга
Митинг завершился пикетом со свечами в память о погибших. Часть участников акции вышла со свечами на Кафедральную площадь города для встречи с участниками голодовки, где по указанию министра внутренних дел Литовской ССР их окружила милиция и армия. Те, кто пытался добраться до голодающих, были отброшены милиционерами, завязалась потасовка. Около трех часов ночи люди начали расходиться, и напряжение спало.